# Dieter Mützelburg

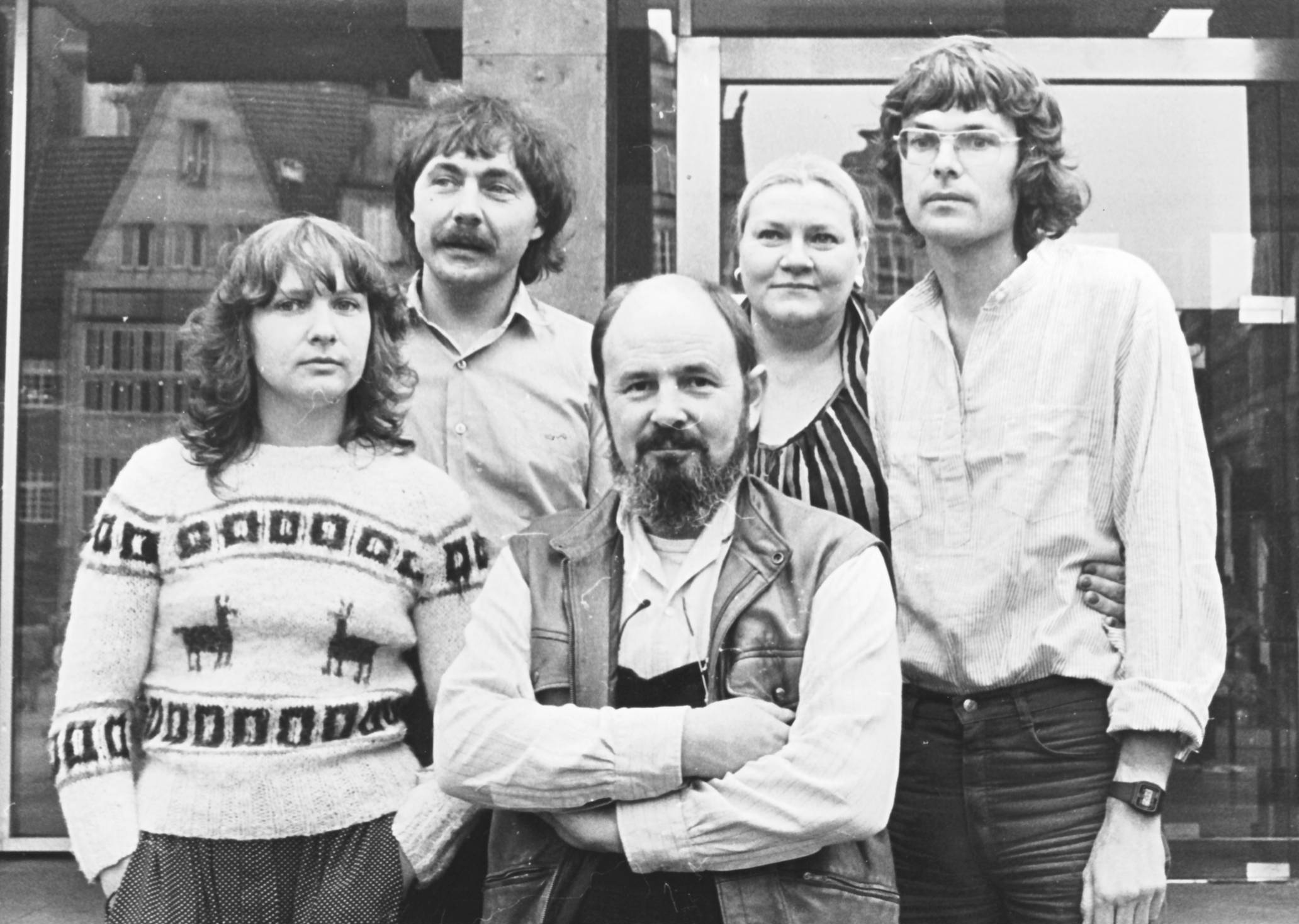
Dieter Mützelburg (erster von rechts) in Bremen im Oktober 1985

Dieter Mützelburg (* 2. September 1943 in Duisburg) ist ein deutscher Politiker (Bündnis 90/Die Grünen), war Abgeordneter der Bremischen Bürgerschaft und Landesvorsitzender der bremischen Grünen sowie Staatsrat beim Finanzsenator in Bremen.

## Leben

### Ausbildung und Beruf
Mützelburg absolvierte bis 1963 altsprachliche Gymnasien in Hannover und Braunschweig, wo er auch das Abitur ablegte. Er studierte Jura, Sozialwissenschaften und Pädagogik an der Universität Erlangen, der Universität Bonn, der Universität Göttingen und der Universität Bremen. Das Studium schloss er als Diplom-Sozialwissenschaftler ab.
Während des Studiums schrieb Mützelburg als Mitarbeiter und Redakteur bei einer Göttinger Lokalzeitung und redigierte Studentenzeitungen. Mit Gründung der Bremer Lokalausgabe der Berliner „tageszeitung“ schrieb er für dieses Blatt nebenamtlich auf den Sportseiten (1986–1990).
Von 1969 bis 1971 war er Wissenschaftlicher Mitarbeiter am Soziologischen Forschungsinstitut in Göttingen mit einigen kleineren Veröffentlichungen. Ab 1971 war er als Verwaltungsangestellter an der Universität Bremen in der Lehrerbildung tätig, ab 1982 Lehrkraft für Sportwissenschaften. Er veröffentlichte Aufsätze vorwiegend zu den Themen „Sport und Umwelt“ und „Sportpädagogik“. Von 1983 bis 1985 war er Bürgerschaftsabgeordneter. 1991 kehrte er als Referent in das Senatsressort für Bildung, Wissenschaft und Kunst in die öffentliche Verwaltung zurück. Von 2003 bis 2007 arbeitete er als Angestellter bei der Bremer Straßenbahn AG und beim Senator für Bau, Umwelt und Verkehr im Bereich Beteiligungsmanagement.
Mützelburg ist in dritter Ehe mit der bremischen Politikerin Karin Krusche (Grüne) verheiratet.

### Politik
Mützelburg betätigte sich bereits während seines Studiums hochschulpolitisch. 1967 war er AStA-Vorsitzender an der Universität Göttingen. Ende der 1960er Jahre war er Mitglied der Jungdemokraten, damals Jugendorganisation der FDP. Von 1971 bis 1973 gehörte er dem Vorstand der GEW Bremen an. Von 1972 bis 1983 war er Mitglied des Personalrats der Universität Bremen. Wegen seiner Aktivitäten für den Kommunistischen Bund Westdeutschland sollte er 1975/76 auf Betreiben der Senatoren Moritz Thape und Horst Werner Franke aus dem Hochschuldienst entlassen werden. Das Berufsverbot gegen Mützelburg scheiterte aber u. a. an der Solidarität seiner Kollegen und an der Tatsache, dass er dem Personalrat der Universität angehörte. Er war Anmelder der Demonstration gegen das Bundeswehrgelöbnis im Bremer Weserstadion, bei der es am 6. Mai 1980 zu Gewalttätigkeiten kam.
Nach seiner Trennung vom KBW engagierte er sich im Komitee gegen die Berufsverbote und der Anti-AKW-Bewegung. 1979 gehörte er dem Vorstand der Wählervereinigung Alternative Liste an. Nach deren Scheitern bei der Bürgerschaftswahl 1979 unterstützte er die Gründung der Bremer Grünen. Im März 1983 war er erfolglos Direktkandidat für den Bundestag. Am 13. Oktober 1983 wurde er Mitglied der Bremischen Bürgerschaft, aus der er am 9. Oktober 1985 durch Verzicht ausschied (Rotationsprinzip). Von 1986 bis 1988 und 1991 war er einer der Sprecher des Landesvorstands der Grünen. Von 1991 bis 2003 war er wieder Abgeordneter in der Bremischen Bürgerschaft und zeitweise während der Koalition mit SPD und FDP Vorsitzender des Haushalts- und Finanzausschuss.
Im September 2003 wurde Mützelburg gemeinsam mit Susan Mittrenga erneut Sprecher (Vorsitzender) der Bremer Grünen. Nach dem Erfolg bei der Bürgerschaftswahl war er von 2007 bis Oktober 2011 in der rot-grünen Landesregierung Staatsrat im Finanzressort von Senatorin Karoline Linnert (Grüne).

## Veröffentlichungen
- Dieter Mützelburg, Dagmar Friedrich, Ulrich Witt: Zur Situation des Bildungswesens in Niedersachsen. Materialbericht. Studie. Im Auftrag der Fraktion der Sozialdemokratischen Partei Deutschlands im Niedersächsischen Landtag. Soziologisches Forschungsinstitut, Göttingen 1970.
- Dieter Mützelburg, Manfred Throll, Klaus Plagemann: Sozialwissenschaftliche Überlegungen zur Hochschulplanung. Untersuchung im Auftrag der Gesellschaft für Wohnungs- und Siedlungswesen. Soziologisches Forschungsinstitut, Göttingen 1970.